# Collada de Clarà
La collada de Clarà és una collada que es troba en el lloc on conflueixen els termes municipals de Castellar de la Ribera, Lladurs i Olius, a la comarca catalana del Solsonès.
Està situada a 5,5 quilòmetres al nord-oest de la ciutat de Solsona per la carretera C-26. És el punt més alt del traçat d'aquesta carretera entre Solsona i Bassella. Al seu sud-est, en terme d'Olius, es troba l'Hostal de les Forques i al sud-oest, en terme de Castellar de la Ribera, les masies del Noguer i de Rovires.
És a l'extrem nord-oest del Serrat de l'Hostal de les Forques, al sud-oest del Serrat d'Aubets i al sud-est del Serrat de les Creus. De la Collada de Clarà davalla cap a llevant la Rasa de l'Hostal de les Forques i cap al sud-oest el barranc de la Foradada.